# Židovský hřbitov v Dolním Cetnu
Židovský hřbitov leží na severním konci vsi Dolní Cetno v lese po pravé straně silnice na Katusice. Založen byl nejspíše roku 1869, s nejstaršími čitelnými náhrobky jen o rok mladšími. Poslední pohřeb zde proběhl v roce 1938.
Areál je zarostlý a neudržovaný, opravena však je budova vozovny. Ohrazuje jej kamenná zeď, je však volně přístupný. Ve vsi se také nachází bývalá synagoga.